# Bernard Sumner

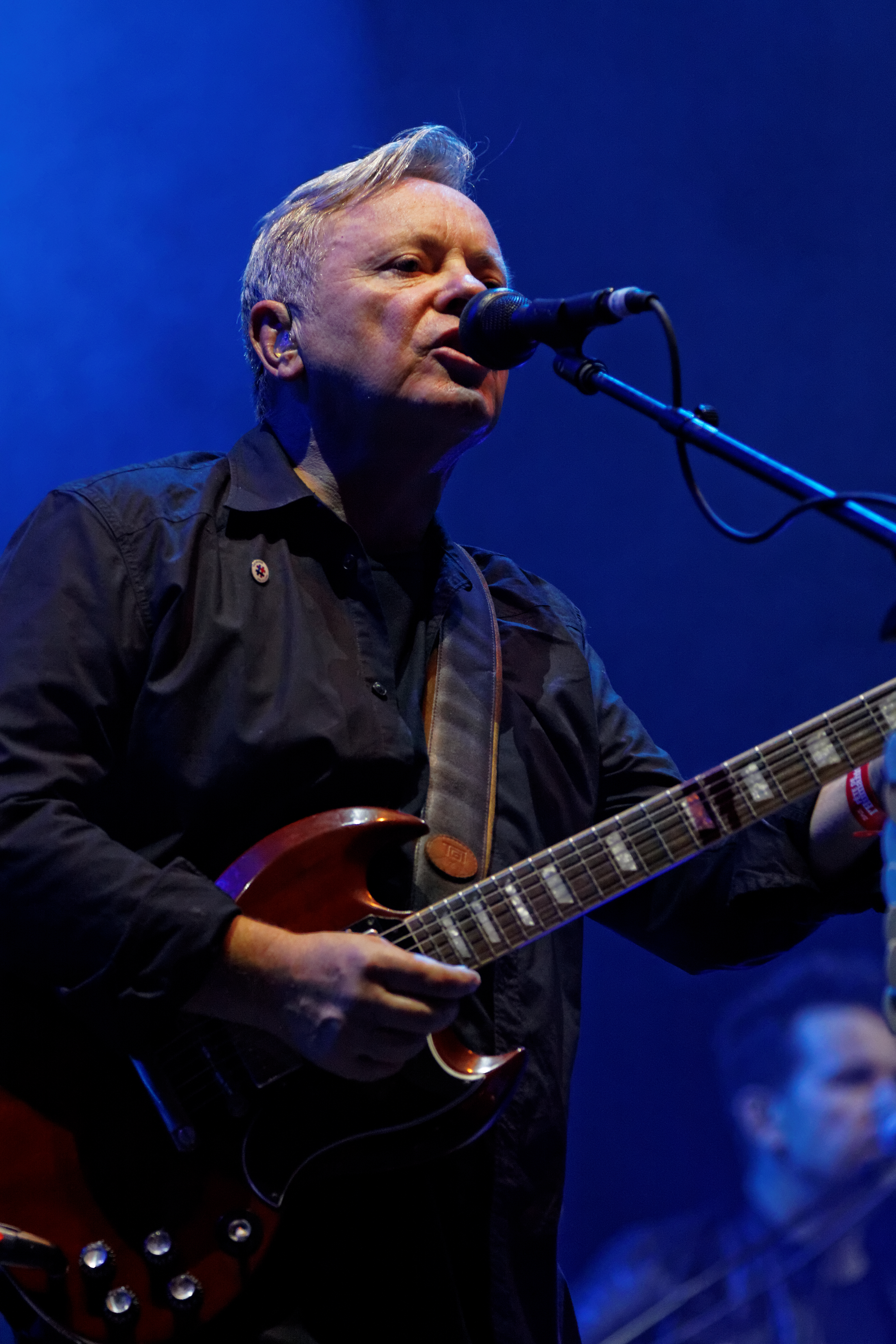
Bernard Sumner (2012)

Bernard Sumner (* 4. Januar 1956 in Salford bei Manchester, England) ist ein britischer Sänger, Songwriter, Musiker (Gesang, Gitarre, Keyboard) und Musikproduzent.
Er ist ein Gründungsmitglied von Joy Division und New Order und war hauptverantwortlich für die Stilentwicklung von New Order im Laufe der Jahre.

## Leben und Wirken
Sumner ist das Kind einer von Geburt an schwerstbehinderten Mutter (infantile Zerebralparese), deren zweiter Mann (mit dem Nachnamen Dicken) ebenfalls schwerbehindert war. Auf Grund dessen wurde er überwiegend von seinen Großeltern erzogen. Er verwendet den Geburtsnamen seiner Mutter, die nach ihrer Heirat für sich und ihren Sohn den Namen Dicken annahm. Heutzutage benutzt Bernard nur noch den Namen Sumner.
Sumner war bis 1980 Gitarrist und Keyboarder der Band Joy Division. Nach dem Suizid des Sängers Ian Curtis im Mai 1980 gründete Sumner zusammen mit den verbleibenden Bandmitgliedern Peter Hook, Stephen Morris und Morris’ Frau Gillian Gilbert die Formation New Order.
Er entwickelte sich, trotz gesanglicher Beiträge der New-Order-Bandmitglieder Peter Hook und Stephen Morris, zum dauerhaften Sänger und Texter der Band. Im Jahr 1989 gründete Sumner mit dem früheren The-Smiths-Gitarristen Johnny Marr das Nebenprojekt Electronic. An den Einspielungen dieser Post-Punk-Supergroup waren der Pet-Shop-Boys-Sänger Neil Tennant und anfangs auch der frühere Kraftwerk-Musiker Karl Bartos beteiligt.
Im Jahr 2008 gründete Sumner weiterhin zusammen mit Phil Cunningham und Jake Evans das Musikprojekt Bad Lieutenant, in dem er als Leadsänger, Gitarrist, Keyboarder und Songwriter fungierte.
Seit seiner Schulzeit wird er von Freunden, seinen Bandkollegen (und mittlerweile auch den Fans) Barney genannt, ein Spitzname der ihm nicht gefällt und auf eine angebliche Ähnlichkeit mit Barney Geröllheimer zurückgeführt wird.

## Diskografie
Singles, bei denen Bernard Sumner als Gitarrist oder Sänger mitwirkte
- 1991: Spanish Heart – 808 State
- 1997: This Time I’m Not Wrong – Sub Sub feat. Bernard Sumner
- 1999: Out of Control – The Chemical Brothers
- 2000: Shoot Speed Kill Light – Primal Scream
- 2008: Miracle Cure – Blank & Jones feat. Bernard Sumner
- 2013: She Wants – Westbam feat. Bernard Sumner